# Jahrdorf
Jahrdorf ist ein Gemeindeteil der Stadt Hauzenberg und eine Gemarkung im niederbayerischen Landkreis Passau. Das Dorf liegt etwa zwei Kilometer südöstlich von Hauzenberg an der Staatsstraße 2320.

## Geschichte
Jahrdorf gehörte zum Amt Hauzenberg des Landgerichtes Oberhaus im Hochstift Passau. Die Landgemeinde Jahrdorf wurde 1818 durch das bayerische Gemeindeedikt begründet. Dies erfolgte durch Teilung des Steuerdistriktes Jahrdorf, wobei aus dessen südlichem Teil die Gemeinde Windpassing, aus dem nördlichen Teil die Gemeinde Jahrdorf mit den Orten Aufeld, Duscherpoint, Eben, Edhäusl, Erlet, Fürhaupt, Glotzing, Guppenberg, Haidenhof, Hofacker, Jahrdorferschacht, Kainzöd, Loifing, Mahd, Mühlberg b.Hauzenberg, Renfting, Rothmahd, Schröck, Staffenöd, Sterlwaid und Wastlmühle hervorging. 1937 wurde eine Verwaltungsgemeinschaft mit den Gemeinden Jahrdorf und Wotzdorf mit Sitz in Hauzenberg begründet, die 1948 aber wieder aufgelöst wurde. Am 1. Januar 1972 wurden die Gemeinden Germannsdorf, Jahrdorf, Raßreuth und Windpassing in den Markt Hauzenberg eingegliedert.
Das Industriegebiet Jahrdorf wurde im Jahr 1983 ausgewiesen und 1989 noch einmal erweitert. Eines der ersten hier ansässigen Unternehmen war die Spirituosenfabrik Alte Hausbrennerei Penninger, welche auf dem Betriebsgelände in unmittelbarer Nachbarschaft der Produktionsgebäude im Jahre 1991 schließlich das „Erste Bayerische Schnaps-Museum“ eröffnete. Im April 2020 bezog das Unternehmen allerdings einen neu gebauten Produktionsstandort im benachbarten Waldkirchen, wobei auch das Jahrdorfer Schnapsmuseum neue Räumlichkeiten erhielt.

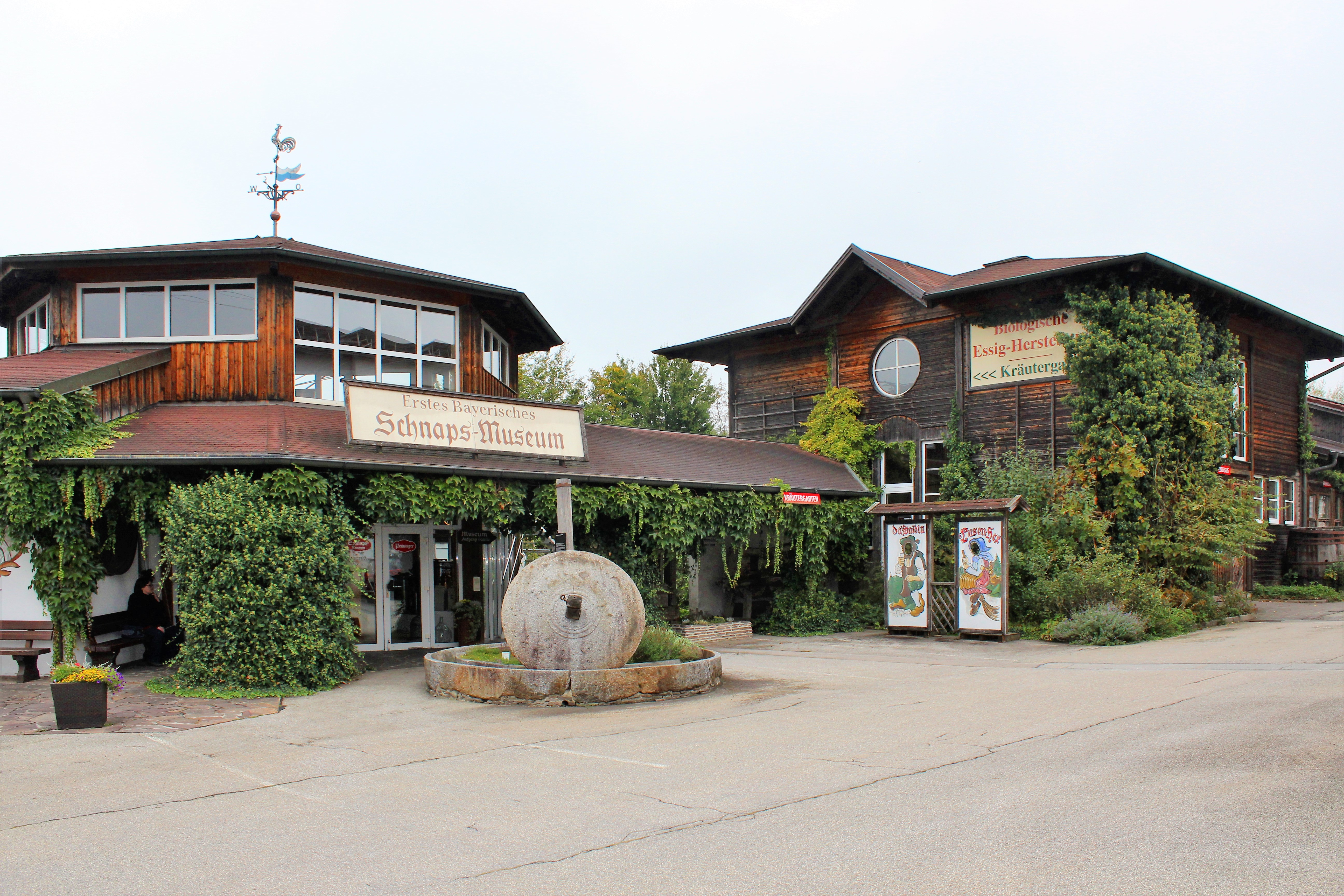
Ehemaliges Penninger Schnapsmuseum in Jahrdorf (2017)
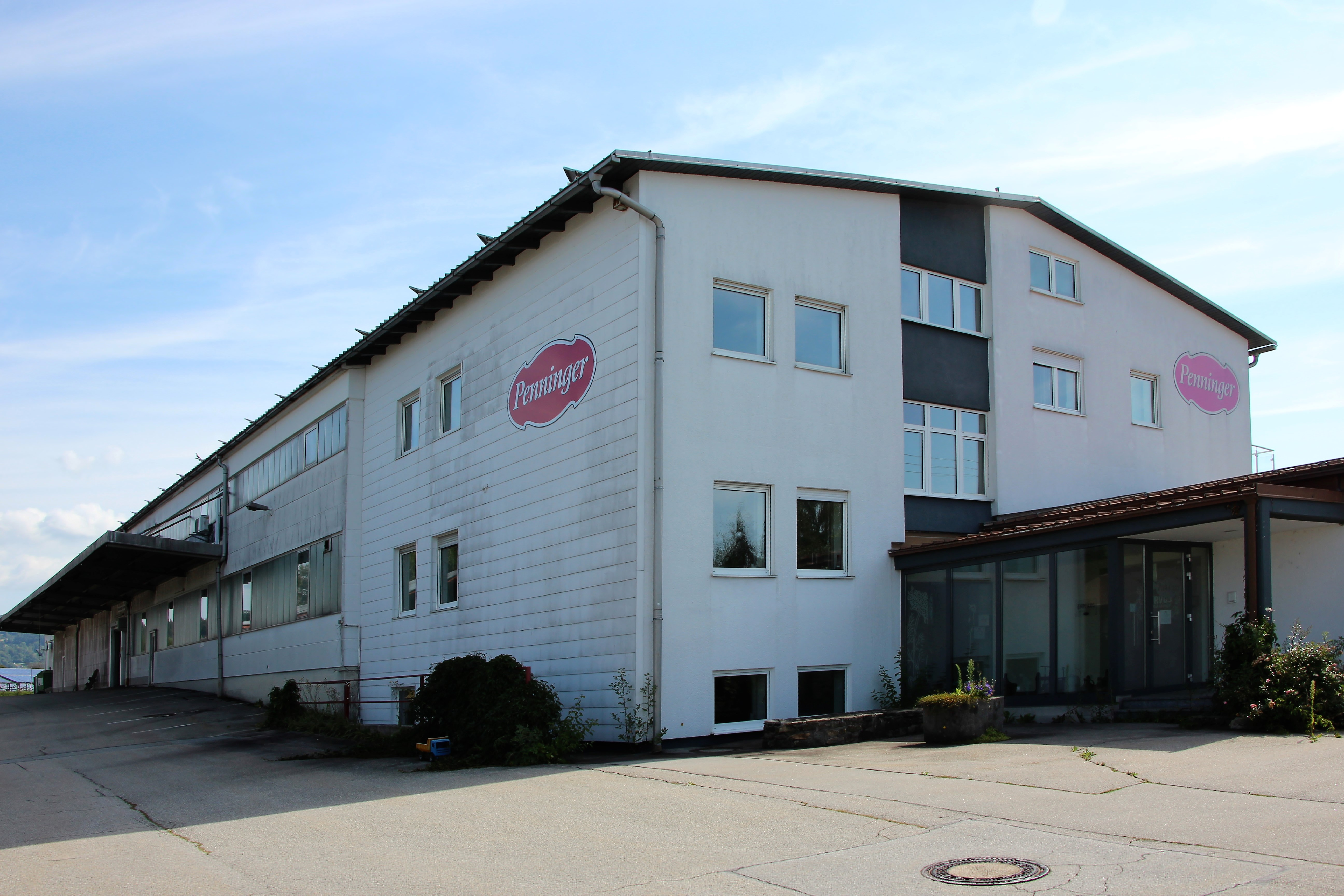
Ehemaliges Produktionsgebäude und Firmensitz der Alten Hausbrennerei Penninger (2021)